# Masicera flavifacies
Masicera flavifacies är en tvåvingeart som först beskrevs av Jacques-Marie-Frangile Bigot 1889.  Masicera flavifacies ingår i släktet Masicera och familjen parasitflugor. Inga underarter finns listade i Catalogue of Life.